# Blek smörskål
Blek smörskål (Trollius laxus) är en art i familjen ranunkelväxter och växer vild i nordöstra USA.
Arten står mycket nära vit smörskål (T. albiflorus) och de kan med ögat endast skiljas med hjälp av blomfärgen.

## Synonymer
Trollius americanus de Candolle